# جورج كريل الثالث
جورج كريل الثالث (بالإنجليزية: George Crile III) (5 مارس 1945 – 15 مايو 2006) صحفي أمريكي مرتبط ارتباطًا وثيقًا بعمله الذي استمر لمدة ثلاثة عقود في سي بي إس نيوز.